# Running Scared (bài hát của Ell & Nikki)
"Running Scared" do ca khúc do song ca người Azerbaijan Ell & Nikki hay Eldar Gasimov và Nigar Jamal. Bài hát đã giành chiến thắng cho Azerbaijan trong Eurovision Song Contest 2011, tổ chức tại Düsseldorf, Đức. Tác giả của bài hát là Stefan Örn, Sandra Bjurman và Iain Farguhanson từ Thụy Điển. Họ cũng là tác giả của ca khúc "Drip Drop", đại diện cho Azerbaijan tại Eurovision Song Contest 2010. Chiến thắng của bài hát này đồng nghĩa với việc Azerbaijan đăng cai Eurovision Song Contest 2012.

## Bảng xếp hạng
| Bảng xếp hạng                            | Vị trí cao nhất |
| ---------------------------------------- | --------------- |
| Áo (Ö3 Austria Top 40)                   | 22              |
| Bỉ (Ultratop 50 Flanders)                | 37              |
| Bỉ (Ultratip Wallonia)                   | 7               |
| Germany (Media Control AG)               | 33              |
| Ireland (IRMA)                           | 41              |
| Hà Lan (Single Top 100)                  | 59              |
| Slovakia (IFPI)                          | 50              |
| Thụy Sĩ (Schweizer Hitparade)            | 11              |
| UK Singles (The Official Charts Company) | 61              |